# Melanie Moreels
Melanie Moreels (15 januari 1973) is een Belgische voormalige atlete, die gespecialiseerd was in het hordelopen, de meerkamp en de sprint. Zij werd zesmaal Belgisch kampioene.

## Loopbaan
Moreels werd in 1992 Belgisch kampioene zevenkamp en in 1994 Belgisch kampioene op de 400 m horden. In 1995 en 1996 werd ze indoorkampioene op de 400 m. In 1997 veroverde ze een tweede titel op de 400 m horden en op de zevenkamp. Zij was mede Belgisch recordhoudster 4 × 400 m in 3.43,15.
Club
Moreels was aangesloten bij AA Gent. Ze is de moeder en trainster van meerkamper Jente Hauttekeete.

## Belgische kampioenschappen
Outdoor
| Onderdeel    | Jaar       |
| ------------ | ---------- |
| 400 m horden | 1994, 1997 |
| zevenkamp    | 1992, 1997 |

Indoor
| Onderdeel | Jaar       |
| --------- | ---------- |
| 400 m     | 1995, 1996 |

## Persoonlijke records
Outdoor
| Onderdeel    | Prestatie   | Datum         | Plaats    |
| ------------ | ----------- | ------------- | --------- |
| 400 m horden | 58,06 s     | 16 juli 1994  | Brussel   |
| 400 m        | 54,56 s     | augustus 1994 | Hechtel   |
| 100 m horden | 13,95 s     | juli 1995     | Oordegem  |
| 100 m        | 12,00 s     | 23 juli 1995  | Oordegem  |
| Zevenkamp    | 4973 punten | juli 1993     | Kessel-Lo |

Indoor
| Onderdeel   | Prestatie | Datum           | Plaats |
| ----------- | --------- | --------------- | ------ |
| 400 m       | 55,62 s   | 5 februari 1995 | Gent   |
| 60 m horden | 8,60 s    | januari 1997    | Gent   |

## Palmares

### 200 m
- 1993:  BK indoor AC - 24,80 s

### 400 m
- 1995:  BK indoor AC - 55,62 s
- 1996:  BK indoor AC - 56,17 s
- 1997:  BK indoor AC - 56,31 s

### 400 m horden
- 1993:  BK AC - 59,04 s
- 1994:  BK AC - 58,06 s
- 1995:  BK AC - 59,76 s
- 1996:  BK AC - 59,16 s
- 1997:  BK AC - 58,38 s

### zevenkamp
- 1992:  BK AC – 4890 p
- 1996:  BK AC – 4976 p
- 1997:  BK AC – 4863 p